# Atherion maccullochi
Atherion maccullochi is een straalvinnige vissensoort uit de familie van koornaarvissen (Atherinidae). De wetenschappelijke naam van de soort is voor het eerst geldig gepubliceerd in 1919 door Jordan & Hubbs.